# Lonchocarpus atropurpureus
Lonchocarpus atropurpureus är en ärtväxtart som beskrevs av George Bentham. Lonchocarpus atropurpureus ingår i släktet Lonchocarpus och familjen ärtväxter. Inga underarter finns listade i Catalogue of Life.